# Rudolf Blum (Philologe)
Rudolf Blum (* 26. Oktober 1909 in Berlin; † 18. Januar 1998 in Großhansdorf) war ein deutscher Bibliothekar und Bibliothekshistoriker.

## Leben
Rudolf Blum promovierte 1933 an der Berliner Universität. Nach seinem Staatsexamen für das höhere Lehramt in Klassischer Philologie und Theologie 1934 versuchte er an der Preußischen Staatsbibliothek eine Ausbildung zum wissenschaftlichen Bibliothekar zu absolvieren. Er wurde jedoch aus „rassischen“ Gründen abgelehnt. Im gleichen Jahr emigrierte er nach Italien. Dort studierte er an der Scuola di biblioteconomia ed archivistica in Florenz und machte sein Bibliotheksdiplom. 1935 promovierte er ein zweites Mal. Anschließend arbeitete er als Kustos an der Privatbibliothek Landau-Finley in Florenz.
Ab 1943 nahm Blum als Wehrmachtsdolmetscher am Zweiten Weltkrieg teil. Nach englischer Kriegsgefangenschaft kehrte er 1947 nach Berlin zurück. In Ost-Berlin wurde er als Oberbibliothekar an der Öffentlichen Wissenschaftlichen Bibliothek eingestellt. 1951 kündigte er die Stelle auf Grund der politischen Verhältnisse in der DDR und ging in den Westen. Dort beteiligte er sich an dem Aufbau der Deutschen Bibliothek in Frankfurt am Main. Von 1959 bis 1972 war er stellvertretender Generaldirektor. Unter seiner Leitung begann unter anderem die Deutsche Bibliothek ab 1966 die Deutsche Bibliographie als weltweit erste Nationalbibliographie mit Hilfe der elektronischen Datenverarbeitung zu erstellen. Im Jahr 1972 ging er in den Ruhestand und begann eine umfangreiche Publikationstätigkeit zur Geschichte der Deutschen Nationalbibliothek.
Während seines Berufslebens war er in zahlreichen Verbänden und Gremien vertreten. So war er Mitglied im Verein Deutscher Bibliothekare (VDB). Von 1959  bis 1971 war er Mitglied der Kommission für bibliografische Fragen und von 1962 bis 1973 der Kommission für alphabetische Katalogisierung. Er arbeitete am Regelwerk Regeln für die alphabetische Katalogisierung (RAK) mit und war ein Pionier der EDV im Bibliothekswesen.
1972 wurde ihm das Bundesverdienstkreuz 1. Klasse verliehen. Zudem erhielt er die Plakette Förderer des deutschen Buches vom Börsenverein des Deutschen Buchhandels.

## Schriften
- Manilius' Quelle im ersten Buche der Astronomica. Ohlau i. Schl. 1934 (Dissertation)
- La composizione dello scritto Ippocrateo "Peri diaites ocheon" : nota. Bardi, Rom 1936 (Dissertation)
- Kallimachos und die Literaturverzeichnung bei den Griechen : Untersuchungen zur Geschichte der Bibliographie. Buchhändler-Vereinigung, Frankfurt am Main 1977, ISBN 3-7657-0659-0.
- Die Literaturverzeichnung im Altertum und Mittelalter. Versuch einer Geschichte der Biobibliographie von den Anfängen bis zum Beginn der Neuzeit. Buchhändler-Vereinigung, Frankfurt am Main 1983, ISBN 3-7657-1236-1.
- Nationalbibliographie und Nationalbibliothek. Die Verzeichnung und Sammlung der nationalen Buchproduktion, besonders der deutschen, von den Anfängen bis zum Zweiten Weltkrieg. Buchhändler-Vereinigung, Frankfurt am Main 1990, ISBN 3-7657-1589-1.